# Maniac (canção de Girlicious)
"Maniac" [em português: Maníaca] é uma canção do grupo americano Girlicious. Lançada como segundo single de seu segundo álbum, Rebuilt. Foi enviada às rádios canadenses no dia 23 de março de 2010; e no iTunes no dia 6 de abril do mesmo ano. Maniac debutou na posição 74 do Hot 100 Canadense. Obteve um maior sucesso no Top 50 da Sérvia, onde permaneceu por 7 semanas e teve #11 como peak. 

## Videoclipe
O videoclipe de "Maniac", foi gravado no dia 5 de abril de 2010 em um hospital abandonado na cidade de Los Angeles, sendo dirigido por Kyle Davison. O vídeo teve seu lançamento no dia 4 de maio e teve até agora como peak no Canadian iTunes Top 100 Videos a 4ª posição.

## Divulgação
- No dia 12 de março as Girlicious deram início a divulgação do single performando no ChumFm Fanfest, evento renomado no Canadá contando com a apresentação de diversos outros artistas.
- Durante todo esse período do dia 12 ao dia 23 permaneceram ensaiando para a gravação do clipe e apresentações que ainda estavam sendo agendadas.
- No dia 24 de março se apresentaram na inauguração de uma boate LGBT no Canadá, a Elevate Bar.
- No dia 2 de abril performaram no renomado club em Las Vegas "The Bank", dando início a divulgação do single no EUA.

## Histórico de lançamento
| Região | Data                | Formato          |
| ------ | ------------------- | ---------------- |
| Canadá | 23 de Março de 2010 | Airplay          |
| Canadá | 6 de Abril de 2010  | Download Digital |

## Desempenho
O single debutou no chart canadense suportado apenas com downloads, sem nenhum suporte nas rádios. Na época as rádios alegaram não poder executar a faixa por não estar envolvido nenhum canadense no processo de criação da música. 
O clipe de "Maniac" se tornou durante semanas o mais assistido na história do site Pop Line.
| Parada (2010)     | Melhor Posição |
| ----------------- | -------------- |
| Canadá Hot 100    | 74             |
| Sérvia Pop Top 50 | 11             |